# 安提瓜和巴布达国旗
安提瓜和巴布达国旗是北美加勒比海安提瓜和巴布达的唯一合法代表国家的旗帜。1967年2月，联合王国给予这岛国内部自治权。此面国旗是由岛上的Reginald Samuels这名教师设计，于当年2月27日被政府批准。旗帜的红色象征着力量；蓝色象征着海洋与海洋给这岛国带来的希望（渔业、旅游业）；黑色和白色代表着当地从非洲和欧洲迁来的居民。黑蓝白三色三角形好比当地的居民站在白色的沙滩上望向远处青蓝的加勒比海，与黑色夜空。黄色的太阳渐渐地从地平线上升起，表示着安提瓜和巴布达独立后新时代带来的黎明与新风。
安提瓜和巴布达海岸警卫队的船只上插着特殊的海卫队队旗。正式的国旗被置于左上角，白底色加上了英格兰国旗的圣乔治十字架，代表着安提瓜和巴布达与联合王国的密切关系。